# Alizée/Diskografie
Diese Diskografie ist eine Übersicht über die musikalischen Werke der französischen Sängerin Alizée. Den Quellenangaben und Schallplattenauszeichnungen zufolge verkaufte sie bisher mehr als 6,5 Millionen Tonträger, davon alleine in ihrer Heimat über 2,6 Millionen. Ihre erfolgreichste Veröffentlichung ist das Debütalbum Gourmandises mit über vier Millionen verkauften Einheiten.

## Alben

### Studioalben
| Jahr | Titel                    | Höchstplatzierung, Gesamtwochen, AuszeichnungChartplatzierungen (Jahr, Titel, Platzierungen, Wochen, Auszeichnungen, Anmerkungen) | Höchstplatzierung, Gesamtwochen, AuszeichnungChartplatzierungen (Jahr, Titel, Platzierungen, Wochen, Auszeichnungen, Anmerkungen) | Höchstplatzierung, Gesamtwochen, AuszeichnungChartplatzierungen (Jahr, Titel, Platzierungen, Wochen, Auszeichnungen, Anmerkungen) | Höchstplatzierung, Gesamtwochen, AuszeichnungChartplatzierungen (Jahr, Titel, Platzierungen, Wochen, Auszeichnungen, Anmerkungen) | Höchstplatzierung, Gesamtwochen, AuszeichnungChartplatzierungen (Jahr, Titel, Platzierungen, Wochen, Auszeichnungen, Anmerkungen) | Höchstplatzierung, Gesamtwochen, AuszeichnungChartplatzierungen (Jahr, Titel, Platzierungen, Wochen, Auszeichnungen, Anmerkungen) | Anmerkungen                                                   |
| Jahr | Titel                    | DE | AT | CH | UK | FR | BEW | Anmerkungen                                                   |
| ---- | ------------------------ | --- | --- | --- | --- | --- | --- | ------------------------------------------------------------- |
| 2000 | Gourmandises             | DE29 (21 Wo.)DE | AT40 (9 Wo.)AT | CH27 Platin · (50 Wo.)CH | — | FR1 ×2Doppelplatin · (84 Wo.)FR                                                                                                   | BEW7 Gold · (49 Wo.)BEW | Erstveröffentlichung: 21. November 2000 Verkäufe: + 4.000.000 |
| 2003 | Mes courants électriques | DE26 (10 Wo.)DE | — | CH13 (13 Wo.)CH | — | FR2 ×2Doppelgold · (49 Wo.)FR | BEW9 (9 Wo.)BEW | Erstveröffentlichung: 28. März 2003 Verkäufe: + 200.000       |
| 2007 | Psychédélices            | — | — | CH99 (1 Wo.)CH | — | FR16 Gold · (16 Wo.)FR | BEW50 (9 Wo.)BEW | Erstveröffentlichung: 3. Dezember 2007 Verkäufe: + 135.000    |
| 2010 | Une enfant du siècle     | — | — | — | — | FR24 (6 Wo.)FR | BEW60 (4 Wo.)BEW | Erstveröffentlichung: 29. März 2010                           |
| 2013 | 5                        | — | — | — | — | FR23 (6 Wo.)FR | BEW41 (11 Wo.)BEW | Erstveröffentlichung: 25. März 2013                           |
| 2014 | Blonde                   | — | — | CH79 (1 Wo.)CH | — | FR19 (3 Wo.)FR | BEW19 (8 Wo.)BEW | Erstveröffentlichung: 23. Juni 2014                           |

### Livealben
| Jahr | Titel             | Höchstplatzierung, Gesamtwochen, AuszeichnungChartplatzierungen (Jahr, Titel, Platzierungen, Wochen, Auszeichnungen, Anmerkungen) | Höchstplatzierung, Gesamtwochen, AuszeichnungChartplatzierungen (Jahr, Titel, Platzierungen, Wochen, Auszeichnungen, Anmerkungen) | Höchstplatzierung, Gesamtwochen, AuszeichnungChartplatzierungen (Jahr, Titel, Platzierungen, Wochen, Auszeichnungen, Anmerkungen) | Höchstplatzierung, Gesamtwochen, AuszeichnungChartplatzierungen (Jahr, Titel, Platzierungen, Wochen, Auszeichnungen, Anmerkungen) | Höchstplatzierung, Gesamtwochen, AuszeichnungChartplatzierungen (Jahr, Titel, Platzierungen, Wochen, Auszeichnungen, Anmerkungen) | Höchstplatzierung, Gesamtwochen, AuszeichnungChartplatzierungen (Jahr, Titel, Platzierungen, Wochen, Auszeichnungen, Anmerkungen) | Anmerkungen                         |
| Jahr | Titel             | DE | AT | CH | UK | FR | BEW | Anmerkungen                         |
| ---- | ----------------- | --- | --- | --- | --- | --- | --- | ----------------------------------- |
| 2004 | Alizée en concert | — | — | — | — | FR38 (4 Wo.)FR | BEW70 (2 Wo.)BEW | Erstveröffentlichung: 20. Juni 2004 |

### Kompilationen
- 2007: Tout Alizée

## Singles

### Als Leadmusikerin
| Jahr | Titel Album                                 | Höchstplatzierung, Gesamtwochen, AuszeichnungChartplatzierungen (Jahr, Titel, Album, Platzierungen, Wochen, Auszeichnungen, Anmerkungen) | Höchstplatzierung, Gesamtwochen, AuszeichnungChartplatzierungen (Jahr, Titel, Album, Platzierungen, Wochen, Auszeichnungen, Anmerkungen) | Höchstplatzierung, Gesamtwochen, AuszeichnungChartplatzierungen (Jahr, Titel, Album, Platzierungen, Wochen, Auszeichnungen, Anmerkungen) | Höchstplatzierung, Gesamtwochen, AuszeichnungChartplatzierungen (Jahr, Titel, Album, Platzierungen, Wochen, Auszeichnungen, Anmerkungen) | Höchstplatzierung, Gesamtwochen, AuszeichnungChartplatzierungen (Jahr, Titel, Album, Platzierungen, Wochen, Auszeichnungen, Anmerkungen) | Höchstplatzierung, Gesamtwochen, AuszeichnungChartplatzierungen (Jahr, Titel, Album, Platzierungen, Wochen, Auszeichnungen, Anmerkungen) | Anmerkungen                                                 |
| Jahr | Titel Album                                 | DE | AT | CH | UK | FR | BEW | Anmerkungen                                                 |
| ---- | ------------------------------------------- | --- | --- | --- | --- | --- | --- | ----------------------------------------------------------- |
| 2000 | Moi… Lolita Gourmandises                    | DE5 (26 Wo.)DE | AT5 (20 Wo.)AT | CH11 Platin · (73 Wo.)CH | UK9 (13 Wo.)UK | FR2 Diamant · (44 Wo.)FR | BEW2 ×2Doppelplatin · (33 Wo.)BEW | Erstveröffentlichung: 3. Juli 2000 Verkäufe: + 900.000      |
| 2000 | L’Alizé Gourmandises                        | DE43 (9 Wo.)DE | AT52 (5 Wo.)AT | CH23 (18 Wo.)CH | — | FR1 Platin · (26 Wo.)FR | BEW5 (17 Wo.)BEW | Erstveröffentlichung: 27. November 2000 Verkäufe: + 500.000 |
| 2001 | Parler tout bas Gourmandises                | — | — | — | — | FR12 Gold · (23 Wo.)FR | BEW15 (13 Wo.)BEW | Erstveröffentlichung: April 2001 Verkäufe: + 250.000        |
| 2001 | Gourmandises                                | — | — | CH70 (5 Wo.)CH | — | FR14 Gold · (29 Wo.)FR | BEW21 (12 Wo.)BEW | Erstveröffentlichung: August 2001 Verkäufe: + 250.000       |
| 2003 | J’en ai marre! Mes courants électriques     | DE21 (15 Wo.)DE | AT43 (9 Wo.)AT | CH5 (16 Wo.)CH | — | FR4 Gold · (18 Wo.)FR | BEW5 Gold · (14 Wo.)BEW | Erstveröffentlichung: Februar 2003 Verkäufe: + 265.000      |
| 2003 | J’ai pas vingt ans Mes courants électriques | DE59 (3 Wo.)DE | AT60 (3 Wo.)AT | CH60 (6 Wo.)CH | — | FR17 (22 Wo.)FR | BEW20 (14 Wo.)BEW | Erstveröffentlichung: 3. Juni 2003                          |
| 2003 | À contre-courant Mes courants électriques   | — | — | CH64 (4 Wo.)CH | — | FR22 (18 Wo.)FR | BEW20 (7 Wo.)BEW | Erstveröffentlichung: Oktober 2003                          |
| 2007 | Mademoiselle Juliette Psychédélices         | — | — | — | — | FR22 (8 Wo.)FR | — | Erstveröffentlichung: 30. September 2007                    |
| 2012 | À cause de l’automne 5                      | — | — | — | — | FR131 (2 Wo.)FR | — | Erstveröffentlichung: 4. Juli 2012                          |
| 2014 | Blonde                                      | — | — | — | — | FR63 (3 Wo.)FR | — | Erstveröffentlichung: 18. März 2014                         |
| 2014 | Alcaline Blonde                             | — | — | — | — | FR172 (1 Wo.)FR | — | Erstveröffentlichung: 16. Juni 2014                         |

Weitere Singles
- 2008: Fifty-Sixty
- 2010: Les Collines (Never leave you)
- 2012: À cause de l’automne
- 2013: Je veux bien
- 2014: Alcaline

### Als Gastmusikerin
| Jahr | Titel Album     | Höchstplatzierung, Gesamtwochen, AuszeichnungChartplatzierungen (Jahr, Titel, Album, Platzierungen, Wochen, Auszeichnungen, Anmerkungen) | Höchstplatzierung, Gesamtwochen, AuszeichnungChartplatzierungen (Jahr, Titel, Album, Platzierungen, Wochen, Auszeichnungen, Anmerkungen) | Höchstplatzierung, Gesamtwochen, AuszeichnungChartplatzierungen (Jahr, Titel, Album, Platzierungen, Wochen, Auszeichnungen, Anmerkungen) | Höchstplatzierung, Gesamtwochen, AuszeichnungChartplatzierungen (Jahr, Titel, Album, Platzierungen, Wochen, Auszeichnungen, Anmerkungen) | Höchstplatzierung, Gesamtwochen, AuszeichnungChartplatzierungen (Jahr, Titel, Album, Platzierungen, Wochen, Auszeichnungen, Anmerkungen) | Höchstplatzierung, Gesamtwochen, AuszeichnungChartplatzierungen (Jahr, Titel, Album, Platzierungen, Wochen, Auszeichnungen, Anmerkungen) | Anmerkungen                                           |
| Jahr | Titel Album     | DE | AT | CH | UK | FR | BEW | Anmerkungen                                           |
| ---- | --------------- | --- | --- | --- | --- | --- | --- | ----------------------------------------------------- |
| 2011 | Des ricochets – | — | — | — | — | FR5 (49 Wo.)FR | BEW25 (7 Wo.)BEW | als Mitglied von Collectif Paris-Africa pour l’UNICEF |

Weitere Gastbeiträge
- 2012: Clara veut la lune (Alain Chamfort feat. Alizée)
- 2013: Dear Darlin’ (Olly Murs feat. Alizée) a
- 2013: Le Tourbillon (Tal feat. Alizée)

## Videoalben
- 2004: Live 2004 International (FR: Platin)

## Statistik

### Chartauswertung
|                     | DE    | AT    | CH    | UK    | FR    | BEW     |
| ------------------- | ----- | ----- | ----- | ----- | ----- | ------- |
| Nummer-eins-Alben   | DE—DE | AT—AT | CH—CH | UK—UK | FR1FR | BEW—BEW |
| Top-10-Alben        | DE—DE | AT—AT | CH—CH | UK—UK | FR2FR | BEW2BEW |
| Alben in den Charts | DE2DE | AT1AT | CH4CH | UK—UK | FR7FR | BEW7BEW |

|                       | DE    | AT    | CH    | UK    | FR     | BEW     |
| --------------------- | ----- | ----- | ----- | ----- | ------ | ------- |
| Nummer-eins-Singles   | DE—DE | AT—AT | CH—CH | UK—UK | FR1FR  | BEW—BEW |
| Top-10-Singles        | DE1DE | AT1AT | CH1CH | UK1UK | FR4FR  | BEW3BEW |
| Singles in den Charts | DE4DE | AT4AT | CH6CH | UK1UK | FR10FR | BEW8BEW |

### Auszeichnungen für Musikverkäufe
| Goldene Schallplatte - Mexiko - 2007: für das Album Psychédélices - 2007: für das Videoalbum Live 2004 International - Niederlande - 2001: für die Single Moi… Lolita - Russland - 2008: für das Album Psychédélices | Platin-Schallplatte - Europa - 2002: für das Album Gourmandises |

Anmerkung: Auszeichnungen in Ländern aus den Charttabellen bzw. Chartboxen sind in ebendiesen zu finden.
| Land/RegionAuszeichnungen für Musikverkäufe (Land/Region, Auszeichnungen, Verkäufe, Quellen) | Gold       | Platin     | Diamant  | Verkäufe    | Quellen                                                   |
| -------------------------------------------------------------------------------------------- | ---------- | ---------- | -------- | ----------- | --------------------------------------------------------- |
| Belgien (BRMA)                                                                               | 2× Gold2   | 2× Platin2 | —        | 90.000      | ultratop.be                                               |
| Europa (IFPI)                                                                                | —          | Platin1    | —        | (1.000.000) | ifpi.org (Memento vom 1. Januar 2014 im Internet Archive) |
| Frankreich (SNEP)                                                                            | 6× Gold6   | 4× Platin4 | Diamant1 | 2.645.000   | infodisc.fr snepmusique.com                               |
| Mexiko (AMPROFON)                                                                            | 2× Gold2   | —          | —        | 60.000      | amprofon.com.mx                                           |
| Niederlande (NVPI)                                                                           | Gold1      | —          | —        | 40.000      | nvpi.nl                                                   |
| Russland (NFPF)                                                                              | Gold1      | —          | —        | 10.000      | 2m-online.ru                                              |
| Schweiz (IFPI)                                                                               | —          | 2× Platin2 | —        | 80.000      | hitparade.ch                                              |
| Insgesamt                                                                                    | 12× Gold12 | 9× Platin9 | Diamant1 |             |                                                           |